# Bonwick
Bonwick var en civil parish från 1866 till 1935 då den blev en del av Bewholme, i grevskapet East Riding of Yorkshire, i England. Civil parish var belägen 18 km från Beverley och hade 24 invånare år 1931.